# Alszeghy János
Alszeghy János, névváltozat: Göcseji János (Alsólendva, 1855. május 5. – Nagyszombat, 1912. augusztus 7.) író, nagyszombati polgári iskolai rendes tanár, ipar- és kereskedelmi iskolai igazgató.

## Családja
Felesége Szabó Júlia. Fia Alszeghy Zsolt (1888–1970) irodalomtörténész, az MTA tagja. Unokája Alszeghy Zoltán (1915–1991) teológus, jezsuita szerzetes.

## Életútja
Középiskoláit Varasdon, Kőszegen és Szombathelyen végezte, majd 1873-ban Sopronban tett érettségi vizsgát. Tanulmányait a budapesti egyetem bölcseleti karánál folytatta és a budai pedagógiumban fejezte be; itt a nyelv- és történelemtudomány szaktárgyakból polgári iskolákra nyert képesítést. 1878-ban került Nagyszombatba, mint a községi polgári fiúiskola tanára. Utóbb egyúttal polgári leányiskolai igazgató lett. 1884-től az általa szervezett iparos és kereskedő-tanulók iskolájának is igazgatója volt. A „Nagyszombat és Vidéke” című lapnak egyik alapítója és két évig szerkesztője volt. 1892-től a pozsony-vármegyei tanítótestület elnöke, a közművelődési fiókegyesületnek ügyvezetője és könyvtárosa. Úgy ezt, mint egyéb bizalmi tisztségeit rendkívüli buzgalommal töltötte be. Kedvelt és hatásos szónok és a hazafias irányú társadalmi mozgalmak egyik vezérszereplőjeként ismerték. Irodalmi működése éppoly sokoldalú, mint közhasznú. Cikkei, értekezései stb. a fővárosi, vidéki és megyebeli napi, heti és szaklapokban jelentek meg. A pedagógiai és ifjúsági irodalomhoz tartozó külön műveket is írt. 
Az irodalomban: Az összeégett imádságos könyv c. népies elbeszéléssel lépett fel a Mulattatóban (M. Néplap társlapjában) 1872-ben. 1874. és 1875-ben a Független Polgárban tárczaczikkeket irt. 1878-79-ben a Nagyszombati Hetilapnak segédszerkesztője volt és 1880 óta munkatársa. 1879 óta a Pozsonyvidéki Lapok és a pécsi Néptanoda munkatársa. 1880-81-ben a Pápán megjelent Magyar Vidéknek volt rendes dolgozótársa. Irt még a következő lapokba: Ország-Világ (1880), Képes Családi Lapok (1880), Család és Iskola (1883), Ált. Tanügyi Közlöny (1878, 1880), Polgári Iskola (1879, 1880), Magyar Nyelvőr (1880., 1887.) és Pozsonymegyei Közlöny.
Mint a nagyszombati első fokú ipar- és kereskedelmi iskola igazgatója, szerkesztette annak több Értesítőjét és annak egyik (1886/7.) évfolyamában nemzetgazdasági cikket írt. 

## Munkái
- A felnőttek oktatása a magyar beszéd elsajátítása érdekében. Nagyszombat (1885.)
- Jelentés a pozsonyi m. közm. egyesület nagyszombati fiókjának működéséről 1886. Nagyszombat, 1888.
- Emlékkönyv a pozsonymegyei tanítótestület 25 évi működéséről. (Nagyszombat, 1898)
- A nagyszombati nemzeti őrsereg 1848-ban. (Nagyszombat, 1912)

### Mesekönyvei Göcseji János néven
- Víg gyermekélet. (Nagyszombat, é.n.)
- Az én képeskönyvem. (Nagyszombat, é.n.)
- Tarka világ. (Nagyszombat, é.n.)
- Hasznos állatok. (Nagyszombat, é.n.)
- Állatország. (Nagyszombat, é.n.).

## Álnevei
Morogi M. (Független Polgár 1874), Göcseji János (Nagyszombati Hetilap 1878-79. és Pozsonymegyei Közlöny). Nyakas Dömötör (Pozsonyvidéki Lapok 1880-82.)